# Intschireussbrücke

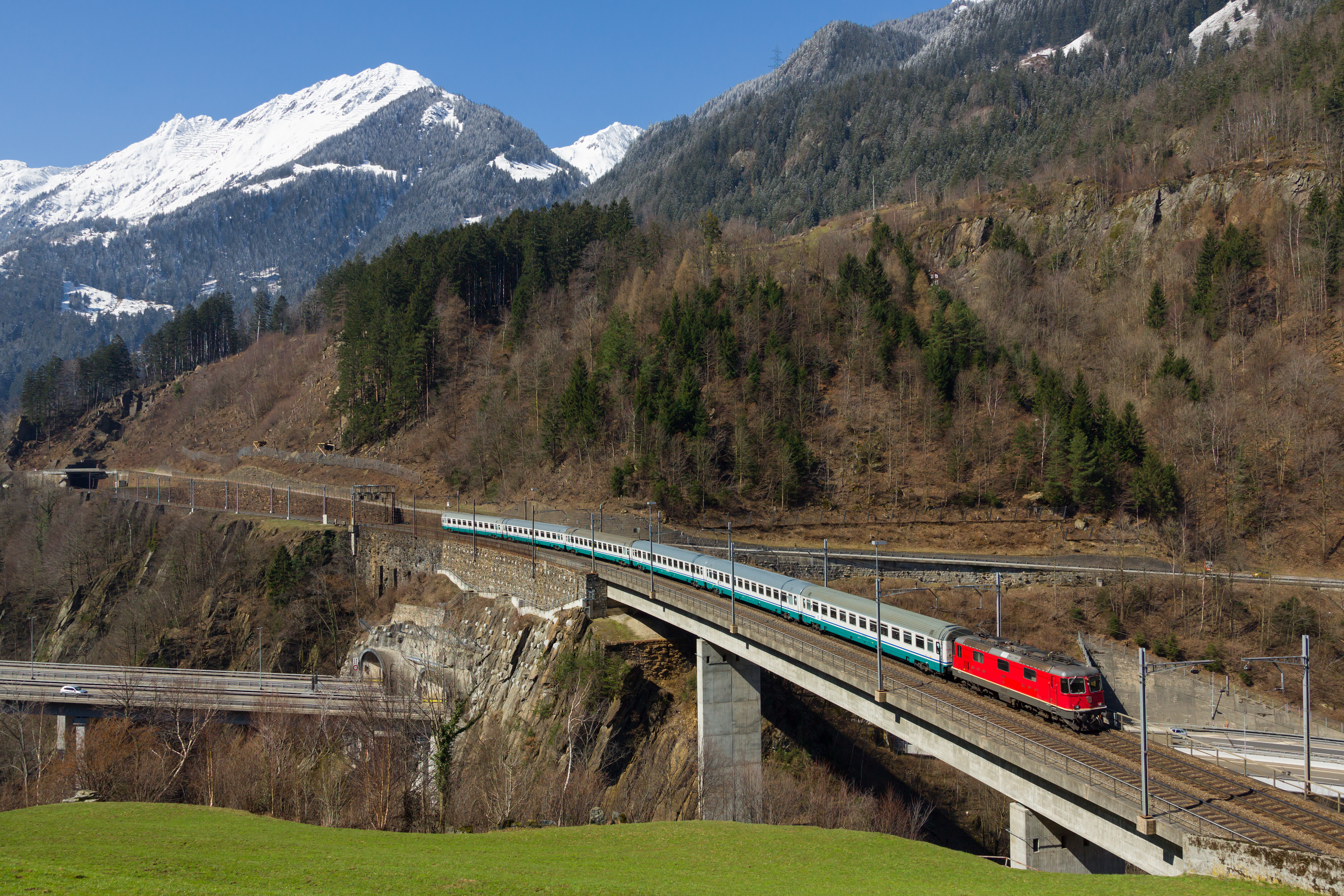
Intschireussbrücke mit A2

Die Intschireussbrücke ist eine Brücke der Gotthardbahn über die Reuss im Kanton Uri, südwestlich von Amsteg bei Intschi.
Die erste Intschireussbrücke war eine Stahlfachwerkkonstruktion, die 1908 mit einem Fischbauchträger als Unterzug verstärkt wurde. Die heutige Brücke besteht seit dem Neubau von 1975 aus zwei eingleisigen Betonhohlkästen, die von je zwei Stützen getragen werden. Sie kann auch von Fussgängern benutzt werden.
Sie ist die höchste Eisenbahnbrücke zwischen Immensee und Chiasso. Mit einer Länge von 121 m überquert die neu gebaute Brücke beim Gotthardbahn-Kilometer 49,244 und beim Intschitunnel II der Gotthard-Autobahn A2 die Reuss auf einer Höhe von 77 m.